# Anisomysis maris-rubri
Anisomysis maris-rubri är en kräftdjursart. Anisomysis maris-rubri ingår i släktet Anisomysis och familjen Mysidae. Inga underarter finns listade i Catalogue of Life.